# Гюнтер, Даниэль
Даниэль Гюнтер (нем. Daniel Günther, род. 24 июля 1973[…], Киль) — немецкий политик, член ХДС, премьер-министр земли Шлезвиг-Гольштейн (с 2017).

## Биография
В 1993 году окончил гимназию имени Юнгмана в Эккернфёрде, в 2001 году получил степень магистра искусств в Кильском университете, где изучал политику, экономику и психологию.
С 2000 по 2005 год возглавлял организации ХДС в районе Рендсбург-Эккернфёрде и в Ноймюнстере.
С 2009 года — депутат ландтага Шлезвиг-Гольштейна, в 2014—2017 годах — председатель фракции ХДС в ландтаге, в 2016 году возглавил отделение ХДС в Шлезвиг-Гольштейне.
В 2013—2014 годах — управляющий директор Фонда Германа Элерса, занятого поддержкой проектов в области образования.
28 июня 2017 года 42 депутата ландтага Шлезвиг-Гольштейна, принадлежащие «ямайской коалиции» (из 73 депутатов ландтага только 25 представляли ХДС), проголосовали за утверждение Гюнтера в должности земельного премьер-министра.
1 ноября 2018 года Гюнтер в порядке очереди занял на годичный период кресло председателя бундесрата.